# 1690 a tudományban
Az 1690. év a tudományban és a technikában.

## Publikációk
- Megjelenik Michel Rolle francia matematikus Traité d'algèbre, ou principes generaux pour resoudre les questions de mathematique, 1690 (Értekezés az algebráról, avagy a matematikai kérdések megoldásának általános elvei) című műve.

## Születések
- március 18. – Christian Goldbach porosz matematikus († 1764)